# Germania ai Giochi della II Olimpiade
La Germania partecipò ai Giochi olimpici di Parigi dal 14 maggio al 28 ottobre 1900.
In tutto parteciparono 77 atleti tedeschi in 9 diverse discipline.

## Medagliere

### Per discipline
| Sport       | Oro | Argento | Bronzo | Totale |
| ----------- | --- | ------- | ------ | ------ |
| Canottaggio | 1   | 0       | 2      | 3      |
| Nuoto       | 2   | 0       | 0      | 2      |
| Rugby a 15  | 0   | 1       | 0      | 1      |
| Vela        | 1   | 1       | 0      | 2      |
| Totale      | 4   | 2       | 2      | 8      |

### Medaglie
| Medaglia | Nome                                                  | Sport       | Evento                 |
| -------- | ----------------------------------------------------- | ----------- | ---------------------- |
| Oro      | Der Hamburger und Germania Ruder Club                 | Canottaggio | Quattro con            |
| Oro      | Deutscher Schwimm Verband Berlin                      | Nuoto       | 200 metri per squadre  |
| Oro      | Ernst Hoppenberg                                      | Nuoto       | 200 metri dorso        |
| Oro      | Georg Naue Heinrich Peters Ottokar Weise Paul Wiesner | Vela        | Classe 1-2 ton, gara 2 |
| Argento  | Georg Naue Heinrich Peters Ottokar Weise Paul Wiesner | Vela        | Classe aperta          |
| Argento  | SC 1880 Frankfurt                                     | Rugby a 15  | Torneo maschile        |
| Bronzo   | Favorite Hammonia                                     | Canottaggio | Quattro con            |
| Bronzo   | Ludwigshafener Ruder Verein                           | Canottaggio | Quattro con            |

## Risultati

### Atletica leggera

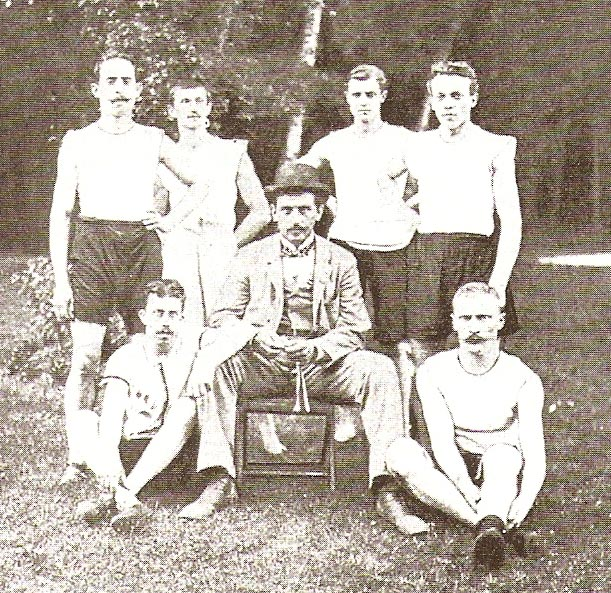
Squadra di atletica leggera della Germania

| Evento             | Pos. | Atleta            | Batteria                   | Semifinale          | Ripescaggio | Finale      |
| ------------------ | ---- | ----------------- | -------------------------- | ------------------- | ----------- | ----------- |
|                    |      |                   |                            |                     |             |             |
| 100 metri          | —    | Kurt Doerry       | Sconosciuto 2°, batteria 4 | DN 4°, semifinale 2 | Eliminato   | Eliminato   |
| 100 metri          | —    | Julius Keyl       | Sconosciuto 4°, batteria 3 | Eliminato           | Eliminato   | Eliminato   |
|                    |      |                   |                            |                     |             |             |
| 200 metri          | —    | Albert Werkmüller | Sconosciuto 4°, batteria 2 | -                   | -           | Eliminato   |
|                    |      |                   |                            |                     |             |             |
| 200 metri ostacoli | —    | Gustav Rau        | Sconosciuto 5°, batteria 1 | -                   | -           | Eliminato   |
|                    |      |                   |                            |                     |             |             |
| 2500 metri siepi   | 6°   | Franz Duhne       | -                          | -                   | -           | sconosciuto |
|                    |      |                   |                            |                     |             |             |
| 4000 metri siepi   | 6°   | Franz Dühne       | -                          | -                   | -           | sconosciuto |
|                    |      |                   |                            |                     |             |             |

| Evento                | Pos.   | Atleta           | Qualificazioni | Finale      |
| --------------------- | ------ | ---------------- | -------------- | ----------- |
|                       |        |                  |                |             |
| Salto in lungo        | 8°     | Waldemar Steffen | 6.300 metri 8° | Eliminato   |
|                       |        |                  |                |             |
| Salto triplo          | 7°-13° | Waldemar Steffen | -              | sconosciuto |
|                       |        |                  |                |             |
| Salto in alto         | 4°     | Waldemar Steffen | -              | 1,70 metri  |
|                       |        |                  |                |             |
| Salto triplo da fermo | 5°-10° | Waldemar Steffen | -              | sconosciuto |
|                       |        |                  |                |             |

### Canottaggio
| Evento      | Pos. | Barca | Primo turno | Semifinali              | Finale              |
| ----------- | ---- | --- | ----------- | ----------------------- | ------------------- |
|             |      | |             |                         |                     |
| Quattro con | 1°   | Germania Ruder Club, Hamburg Gustav Goßler, Oskar Goßler, Walther Katzenstein, Waldemar Tietgens, Carl Heinrich Goßler (timoniere)                                                                                   | -           | 5:56.2 1°, semifinale 3 | 5:59.0 1°, finale B |
| Quattro con | 3°   | Ludwigshafener Ruder Verein Ernst Felle, Otto Fickeisen, Carl Lehle, Hermann Wilker, Franz Kröwerath (timoniere) | -           | 6:14.0 1°, semifinale 1 | 6:05.0 3°, finale B |
| Quattro con | 3°   | Favorite Hammonia Wilhelm Carstens, Julius Körner, Adolf Möller, Hugo Rüster, Max Ammermann (timoniere) | -           | 6:03.0 3°, semifinale 3 | 7:18.2 3°, finale A |
|             |      | |             |                         |                     |
| Otto        | 4°   | Germania Ruder Club, Hamburg Gustav Goßler, Oskar Goßler, Ernst Jencquel, Edgar Katzenstein, Walther Katzenstein, Theodor Laurezzari, Waldemar Tietgens, Arthur Warncke, Alexander Gleichmann, timoniere sconosciuto | -           | 5:04.8 3°, semifinale 1 | 6:33.0              |
|             |      | |             |                         |                     |

### Ciclismo
| Evento   | Pos. | Ciclista       | Primo turno            | Quarti            | Semifinali | Finale    |
| -------- | ---- | -------------- | ---------------------- | ----------------- | ---------- | --------- |
|          |      |                |                        |                   |            |           |
| Velocità | —    | Karl Duill     | 1º posto batteria 8    | 2º posto quarto 3 | Eliminato  | Eliminato |
| Velocità | —    | Paul Gottron   | 1º posto batteria 3    | 2º posto quarto 9 | Eliminato  | Eliminato |
| Velocità | —    | Georg Drescher | 4º-8º posto batteria 5 | Eliminato         | Eliminato  | Eliminato |
|          |      |                |                        |                   |            |           |

### Ginnastica
| Evento    | Pos. | Ginnasta            | Punteggio      |
| --------- | ---- | ------------------- | -------------- |
|           |      |                     |                |
| Combinato | 29°  | Hugo Peitsch        | 252            |
| Combinato | 53°  | Eugen Fürstenberger | 240            |
| Combinato | 54°  | Richard Genserowski | 238            |
| Combinato | 59°  | Emil Röthong        | 234            |
| Combinato | 71°  | Carl Wiegand        | 224            |
| Combinato | 72°  | Fritz Manteuffel    | 223            |
| Combinato | 77°  | Franz Abbé          | 219            |
| Combinato | 79°  | Fritz Danner        | 216            |
| Combinato | 79°  | Erwin Willi Kurtz   | 216            |
| Combinato | 84°  | Fritz Sauer         | 214            |
| Combinato | 102° | Gustav Felix Flatow | 204            |
| Combinato | 107° | Julius Nuninger     | 199            |
| Combinato | 118° | Adolf Tannert       | 180            |
| Combinato | —    | Oskar Näumann       | Non completato |
|           |      |                     |                |

### Nuoto
| Evento                  | Pos. | Nuotatore        | Semifinali               | Finale  |
| ----------------------- | ---- | ---------------- | ------------------------ | ------- |
|                         |      |                  |                          |         |
| 200 metri stile libero  | 8°   | Julius Frey      | 2:50.4 3°, semifinale 1  | 2:58.2  |
|                         |      |                  |                          |         |
| 1000 metri stile libero | 4°   | Max Hainle       | 15:54.0 1°, semifinale 4 | 15:22.6 |
|                         |      |                  |                          |         |
| 200 metri dorso         | 1°   | Ernst Hoppenberg | 2:54.4 1°, semifinale 1  | 2:47.0  |
|                         |      |                  |                          |         |

| Evento         | Pos. | Nuotatore  | Secondi | Metri | Punteggio |
| -------------- | ---- | ---------- | ------- | ----- | --------- |
|                |      |            |         |       |           |
| Gara subacquea | 6°   | Hans Aniol | 30.0    | 36.95 | 103.9     |
|                |      |            |         |       |           |

| Evento              | Pos. | Squadra                          | Nuotatori                                                                  | Punteggio |
| ------------------- | ---- | -------------------------------- | -------------------------------------------------------------------------- | --------- |
|                     |      |                                  |                                                                            |           |
| 200 metri a squadre | 1°   | Deutscher Schwimm Verband Berlin | Julius Frey Max Hainle Ernst Hoppenberg Herbert von Petersdorff Max Schöne | 33 punti  |
|                     |      |                                  |                                                                            |           |

### Pallanuoto
| Squadra | Risultato                                                                   |                     |
| --- | --------------------------------------------------------------------------- | ------------------- |
| V · D · M Nazionale maschile tedesca (Berliner Swimming Club) di pallanuoto · Giochi olimpici - Parigi 1900 Aniol · Gebauer · Hainle · Hax · Lexau · von Petersdorff · Scheider · CT : - | 5°                                                                          |                     |
| Nazionale maschile tedesca (Berliner Swimming Club) di pallanuoto · Giochi olimpici - Parigi 1900                                                                                        |                                                                             |                     |
| Aniol · Gebauer · Hainle · Hax · Lexau · von Petersdorff · Scheider · CT: - | Aniol · Gebauer · Hainle · Hax · Lexau · von Petersdorff · Scheider · CT: - | Germania (bandiera) |

### Rugby
| Evento | Pos. | Squadra | Gara 1                      | Gara 2 | Gara 3                       |
| ------ | ---- | --- | --------------------------- | ------ | ---------------------------- |
|        |      | |                             |        |                              |
| Rugby  | 2°   | SC 1880 Frankfurt Albert Amrhein, Hugo Betting, Jacob Hermann, Willy Hofmeister, Hermann Kreuzer, Arnold Landvoigt, Hans Latscha, Erich Ludwig, Richard Ludwig, Fritz Müller, Eduard Poppe, Heinrich Reitz, August Schmierer, Adolf Stockhausen, Georg Wenderoth | Sconfitta 27-17 vs. Francia | —      | Cancellato vs. Gran Bretagna |
|        |      | |                             |        |                              |

### Scherma
| Evento   | Posto    | Schermidore      | Primo turno     | Quarti          | Ripescaggio | Semifinali | Finale    |
| -------- | -------- | ---------------- | --------------- | --------------- | ----------- | ---------- | --------- |
|          |          |                  |                 |                 |             |            |           |
| Spada    | 35°-104° | Willy Sulzbacher | 3º posto pool D | Non qualificato | -           | Eliminato  | Eliminato |
|          |          |                  |                 |                 |             |            |           |
| Sciabola | 19°-23°  | Alfons Schöne    | 5°-6° in pool   | -               | -           | Eliminato  | Eliminato |
|          |          |                  |                 |                 |             |            |           |

### Vela
| Evento     | Pos. | Velisti                                               | Tempo (totale) |
| ---------- | ---- | ----------------------------------------------------- | -------------- |
|            |      |                                                       |                |
| ½-1 ton    | —    | Georg Naue Heinrich Peters Ottokar Weise Paul Wiesner | Squalificati   |
|            |      |                                                       |                |
| 1-2 ton    | 1°   | Georg Naue Heinrich Peters Ottokar Weise Paul Wiesner | 3:09:19        |
|            |      |                                                       |                |
| Open class | 2°   | Georg Naue Heinrich Peters Ottokar Weise Paul Wiesner | 3:09:19        |
|            |      |                                                       |                |